# Hovig Demirjian
Hovig Demirjian (orm. Հովիկ Դեմիրճյան, gr. Χόβιγκ Ντεμιρτζιάν; ur. 3 stycznia 1989 w Nikozji) – cypryjsko-ormiański piosenkarz, reprezentant Cypru w 62. Konkursie Piosenki Eurowizji w 2017 roku.

## Życiorys

### Wczesne lata
Urodził się 3 stycznia 1989 roku w Nikozji w rodzinie o ormiańskich korzeniach. W dzieciństwie zainteresował się muzyką. W wieku sześciu lat podjął naukę gry na gitarze, dwa lata później zaczął pobierać lekcje śpiewu. W wieku dwunastu lat wygrał swój pierwszy konkurs wokalny, zaczął też uczyć się w Europejskim Konserwatorium na Cyprze.
Studiował marketing, a po studiach przez sześć miesięcy pracował jako przedsiębiorca. Ostatecznie zdecydował się na rozwój kariery muzycznej, zaczął uczyć się gry na fortepianie oraz pobierać lekcje na Wydziale Muzycznym Europejskiego Uniwersytetu w Nikozji.

### Kariera
Zajął drugie miejsce w konkursie muzycznym organizowanym w Larnace. W 2009 roku wziął udział w przesłuchaniach do drugiej edycji cypryjsko-greckiej wersji programu The X Factor. Piosenkarz zakwalifikował się do kolejnego etapu i ostatecznie dostał się do udziału w odcinkach „na żywo” w grupie Chłopcy 16-24, której mentorem był Nikos Muratidis. Zajął ostatecznie siódme miejsce, odpadając w jedenastym tygodniu rywalizacji. W lutym 2010 roku z utworem „Goodbye” uczestniczył w finale cypryjskich eliminacji eurowizyjnych. Zajął trzecie miejsce. W 2015 roku z utworem „Stone in a River” brał udział w projekcie The Eurovision Song Project, mającym wyłonić reprezentanta Cypru w 60. Konkursie Piosenki Eurowizji. Ostatecznie dotarł do finału eliminacji i zajął w nim czwarte miejsce.
W październiku 2016 roku został ogłoszony reprezentantem Cypru z piosenką „Gravity” w 62. Konkursie Piosenki Eurowizji, organizowanym w maju 2017 roku w Kijowie. 9 maja wystąpił jako piętnasty w kolejności startowej w pierwszym półfinale konkursu i z piątego miejsca awansował do finału, który odbył się 13 maja. Uplasował się w nim na 21. pozycji, zdobywając 68 punkty w tym 32 punkty od telewidzów (14. miejsce) i 36 pkt od jurorów (20. miejsce). W maju 2018 roku był sekretarzem podającym wyniki głosowania cypryjskiej komisji jurorskiej w finale 63. Konkursu Piosenki Eurowizji.

## Dyskografia

### Single
- 2009 – „Den mu milas alitina”
- 2010 – „Goodbye”
- 2013 – „Ego gia ména”
- 2015 – „Stone in a River”
- 2017 – „Gravity”